# Summit mondiale sullo sviluppo sostenibile
Il Summit mondiale sullo sviluppo sostenibile, o anche WSSD dal suo nome ufficiale in inglese  World Summit on Sustainable Development, si è svolto a Johannesburg, Sudafrica, dal 26 agosto al 4 settembre del 2002. È stato organizzato dalle Nazioni Unite 10 anni dopo il Summit sulla terra di Rio de Janeiro per discutere lo stato di attuazione delle decisioni prese a Rio e per prendere atto di una serie di nuove esperienze e conoscenze sviluppatesi nel frattempo. Anche per questo la Conferenza di Johannesburg viene anche indicata con il nome di "Rio+10".
È stato particolarmente importante in quanto parteciparono capi di stato e i maggiori esponenti di business e dell'associazionismo.

## I risultati
La dichiarazione di Johannesburg è stato probabilmente il principale risultato della Conferenza. Anche se, a distanza di anni il cosiddetto "Piano di attuazione", seppure lungo, complesso e particolarmente articolato, è risultato uno strumento di indirizzo politico e di azione molto importante per molti dei Paesi e delle organizzazioni che si sono impegnate nello sviluppo sostenibile.
Il piano d'attuazione, fra le altre cose, formalizza l'Obiettivo 2010 sulla biodiversità e ne assegna la responsabilità per il suo raggiungimento alla Convenzione sulla diversità biologica.
Fra i risultati è particolarmente importante anche l'accordo di raggiungere un ripopolamento dei banchi di pesca a rischio di esaurimento entro il 2015.
La "novità" del Summit di Johannesburg è stata quella di dare maggiore enfasi alla creazione di "partenariati" piuttosto che alla definizione di nuovi accordi governativi. Questi partenariati dovevano rappresentare lo strumento principale per l'attuazione degli Obiettivi di sviluppo del millennio.
Alla conferenza non partecipò alcuna delegazione ufficiale degli Stati Uniti d'America, l'allora presidente George W. Bush non considerò l'avvenimento di rilevanza per il suo Paese